# 22756 Manpreetkaur
22756 Manpreetkaur è un asteroide della fascia principale. Scoperto nel 1998, presenta un'orbita caratterizzata da un semiasse maggiore pari a 2,4006551 UA e da un'eccentricità di 0,1566453, inclinata di 0,86101° rispetto all'eclittica.